# Dziadek partyzant
Dziadek partyzant (tyt. oryg. Gjyshi partizan) – albański film fabularny z roku 1978 w reżyserii Jani Tane.

## Opis fabuły
Mały Blendi razem z rodziną wypoczywa na plaży. Tam spotyka starszego człowieka z widocznym kalectwem. Dziadek opowiada Blendiemu historię rany, którą miał odnieść w czasie wojny. Wkrótce okazuje się, że ludzie, którym w czasie wojny miał ocalić życie, nigdy wcześniej go nie widzieli.

## Obsada
- Demir Hyskja jako dziadek
- Ervin Rexhvelaj jako Blendi
- Liri Lushi jako matka Blendiego
- Anila Luzi jako Anna
- Ahmet Pasha jako ojciec Blendiego
- Teodor Rupi jako Niko
- Bukurosh Sejdini jako rybak
- Nikoleta Terova jako pielęgniarka